# Sandgärdet
Sandgärdet är en  stadsdel i det administrativa bostadsområdet Haga i Västerås. Området är ett bostadsområde som ligger norr om E18 öster järnvägen (Mälarbanan).
I Sandgärdet finns bostäder, villor, radhus och hyreshus.
Området avgränsas av gränsen mot Haga, Malmabergsgatan, E18 och järnvägen.
Området gränsar i norr till Haga, i öster till Freja och Korsängsgärdet, i söder över E18 till Ängsgärdet och i väster över järnvägen till Emaus.

## Kvarter
Stadsdelen Sandgärdet består av 12 kvarter; kvarteret Blyet, Bruket, Gjuteriet, Järnet, Kabeln, Kopparn, Kornet, Metallen, Stålet, Tennet, Tuben och Valsverket.

### Kvarteret Blyet
Kvarteret Blyet är 1837 kvadratmeter stort och består av endast en tomt.

### Kvarteret Bruket
Kvarteret Bruket är 12361 kvadratmeter stort och är uppdelat i 12 tomter.

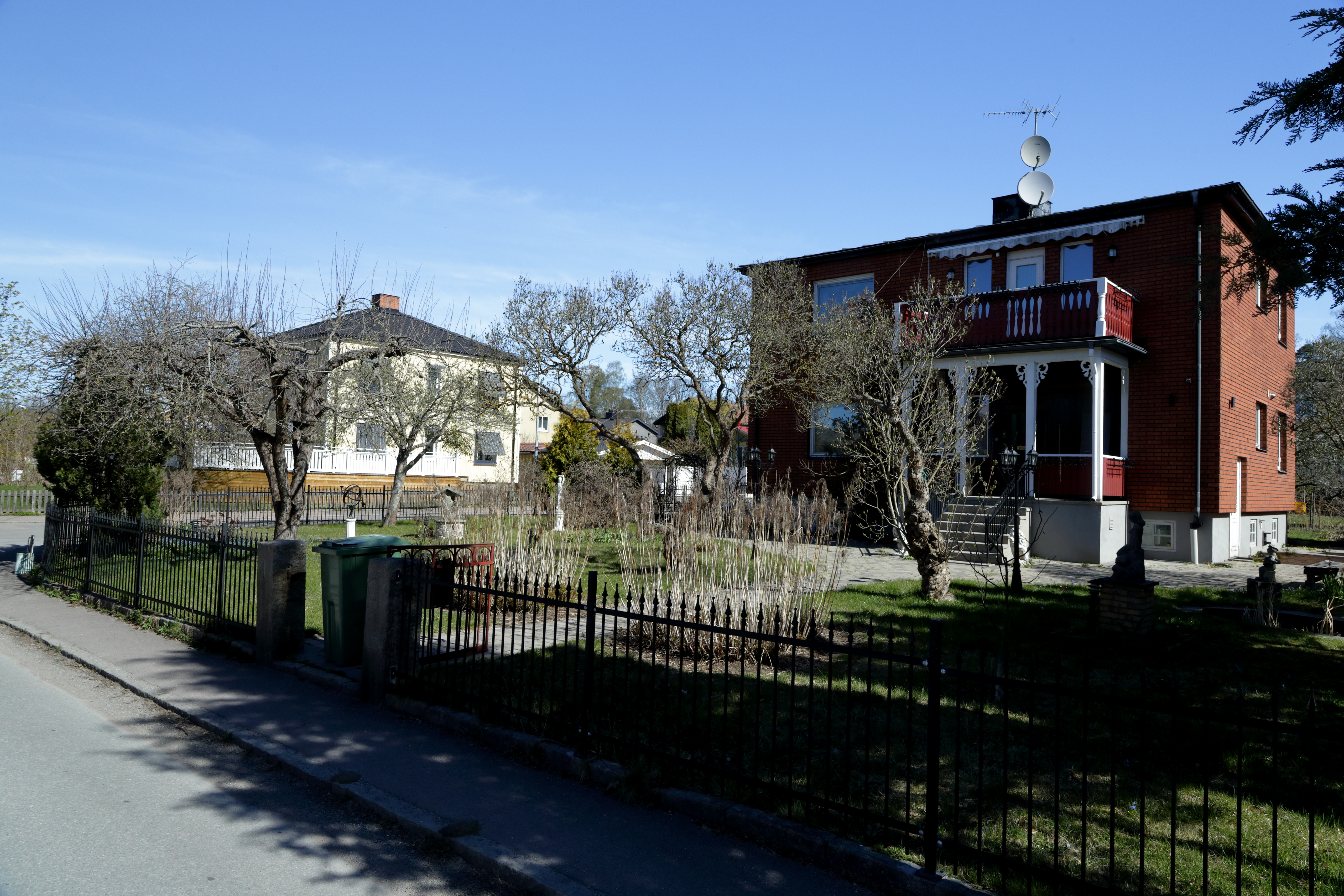
Tvåplansvilla i kvarteret Bruket till vänster och en tvåplansvilla i kvarteret Stålet till höger.

### Kvarteret Gjuteriet
Kvarteret Gjuteriet är 5392 kvadratmeter stort och är uppdelat i 5 tomter.

### Kvarteret Järnet
Kvarteret Järnet är 2160 kvadratmeter stort och är uppdelat i 2 tomter.

### Kvarteret Kabeln
Kvarteret Kabeln är 9014 kvadratmeter stort och är uppdelat i 10 tomter.

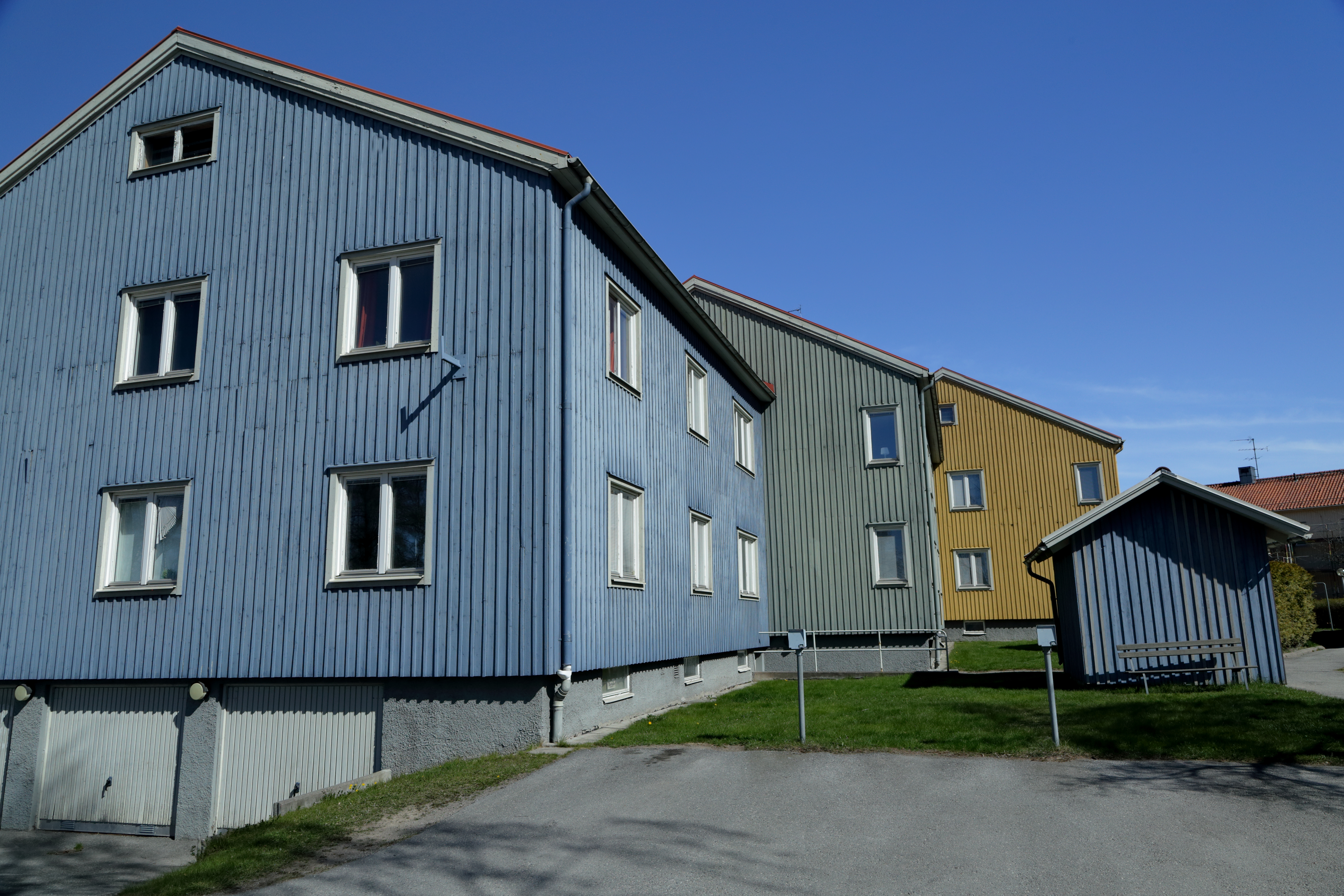
Flerfamiljshus i kvarteret Kabeln.

### Kvarteret Kopparn
Kvarteret Kopparn är 1770 kvadratmeter stort och är uppdelat i 2 tomter.

### Kvarteret Kornet
Kvarteret Kornet är 4023 kvadratmeter stort och består av endast en tomt.

### Kvarteret Metallen
Kvarteret Metallen är 17413 kvadratmeter stort och består av endast en tomt. På tomten finns 6 flerfamiljshus och tillhörande parkeringar. Här låg fram till 1950-talet Svenska Metallverkens arbetarbostäder.

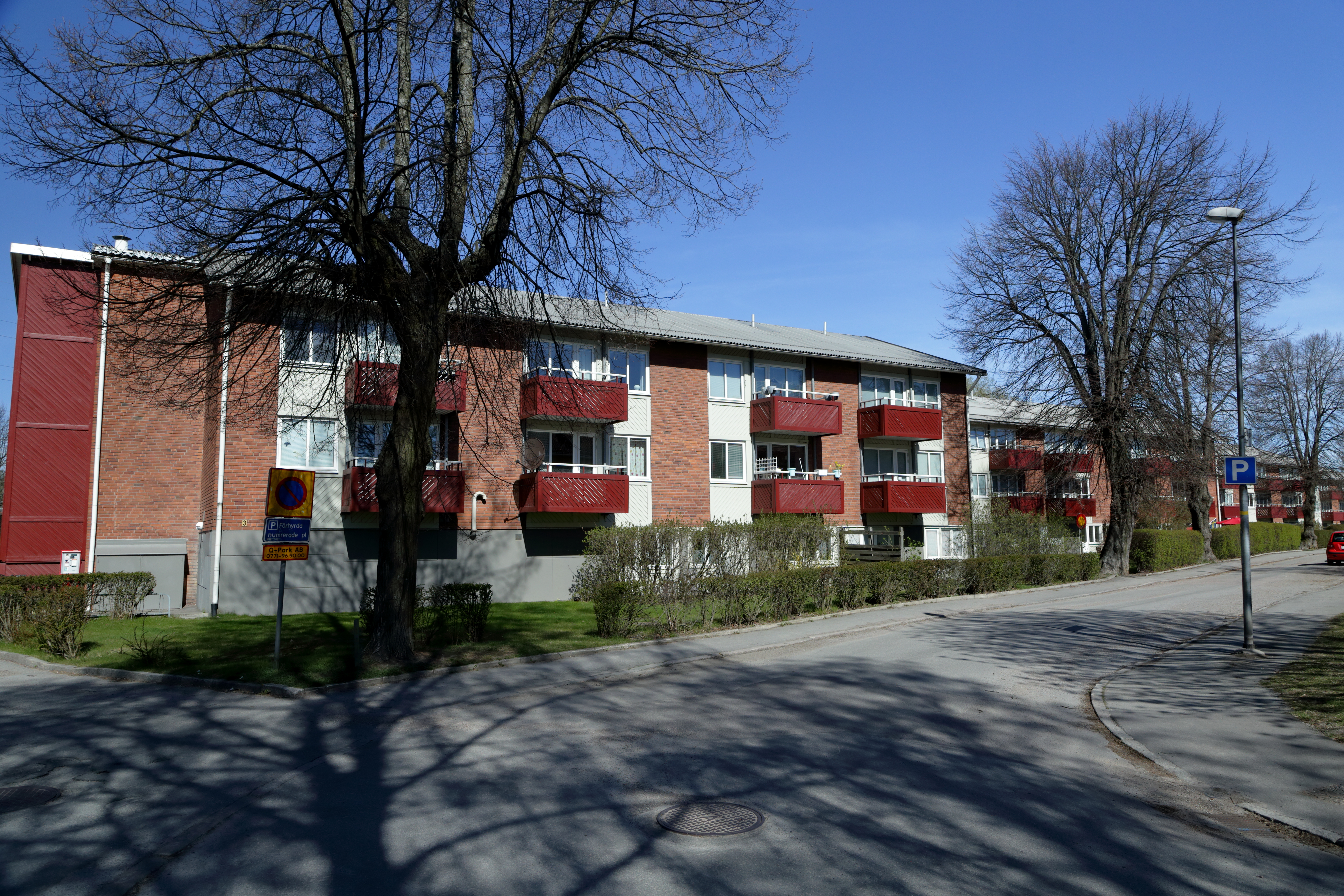
Flerfamiljshus i kvarteret Metallen.

## Bildgalleri

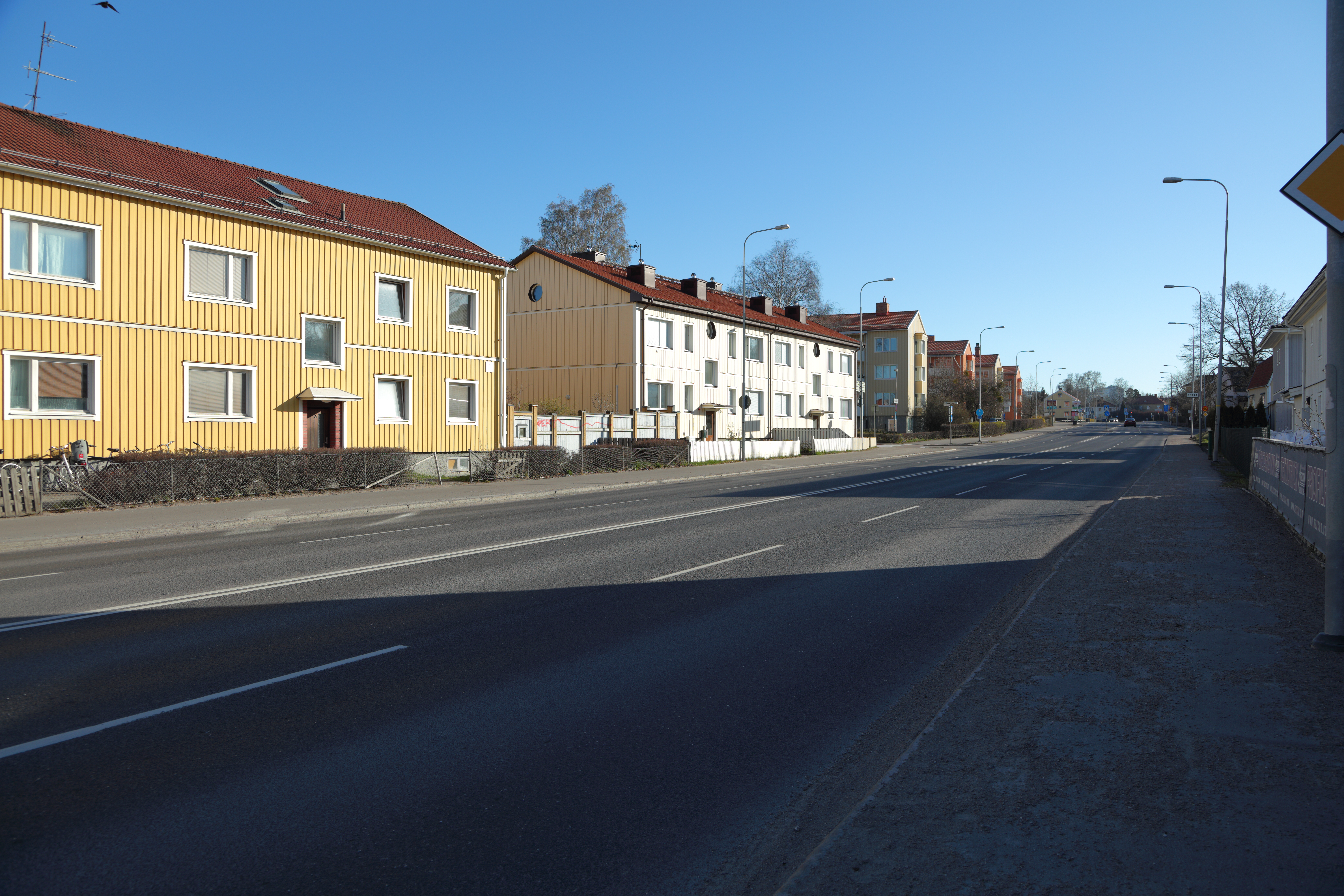
Två flerfamiljshus längs Malmabergsgatan i kvarteret Valsverket.
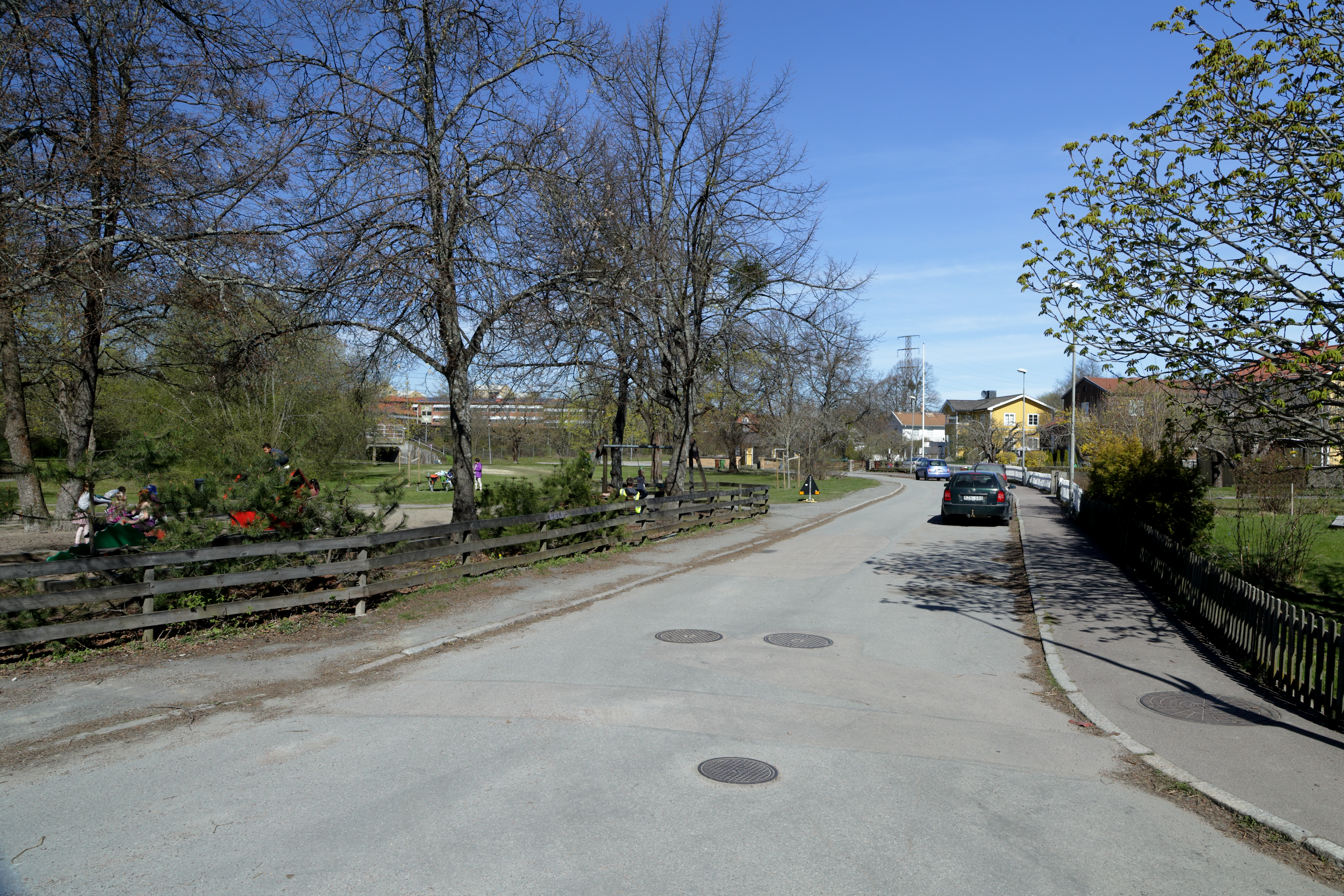
Lekpark intill järnvägen
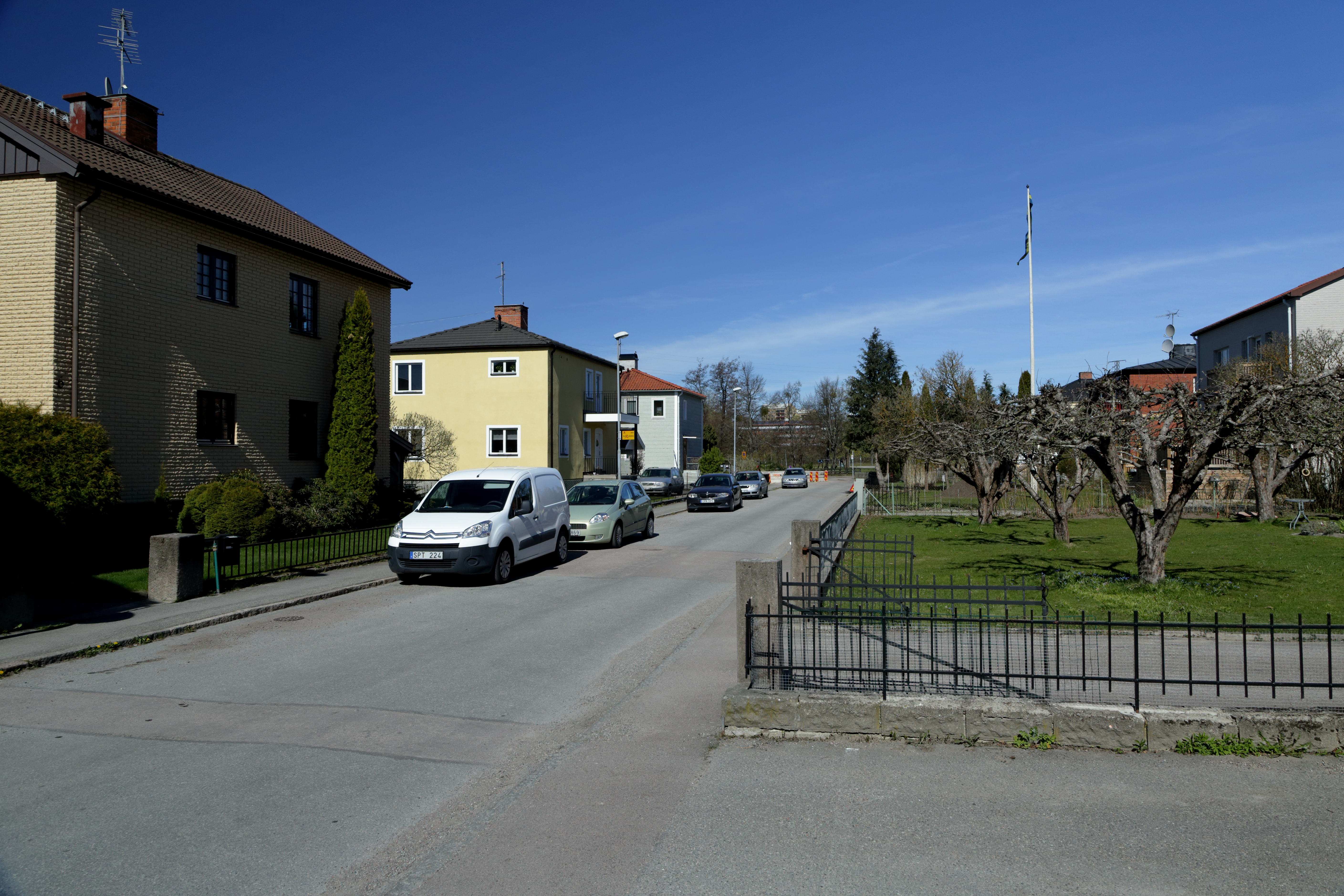
Tvåplansvillor i kvarteret Tennet.
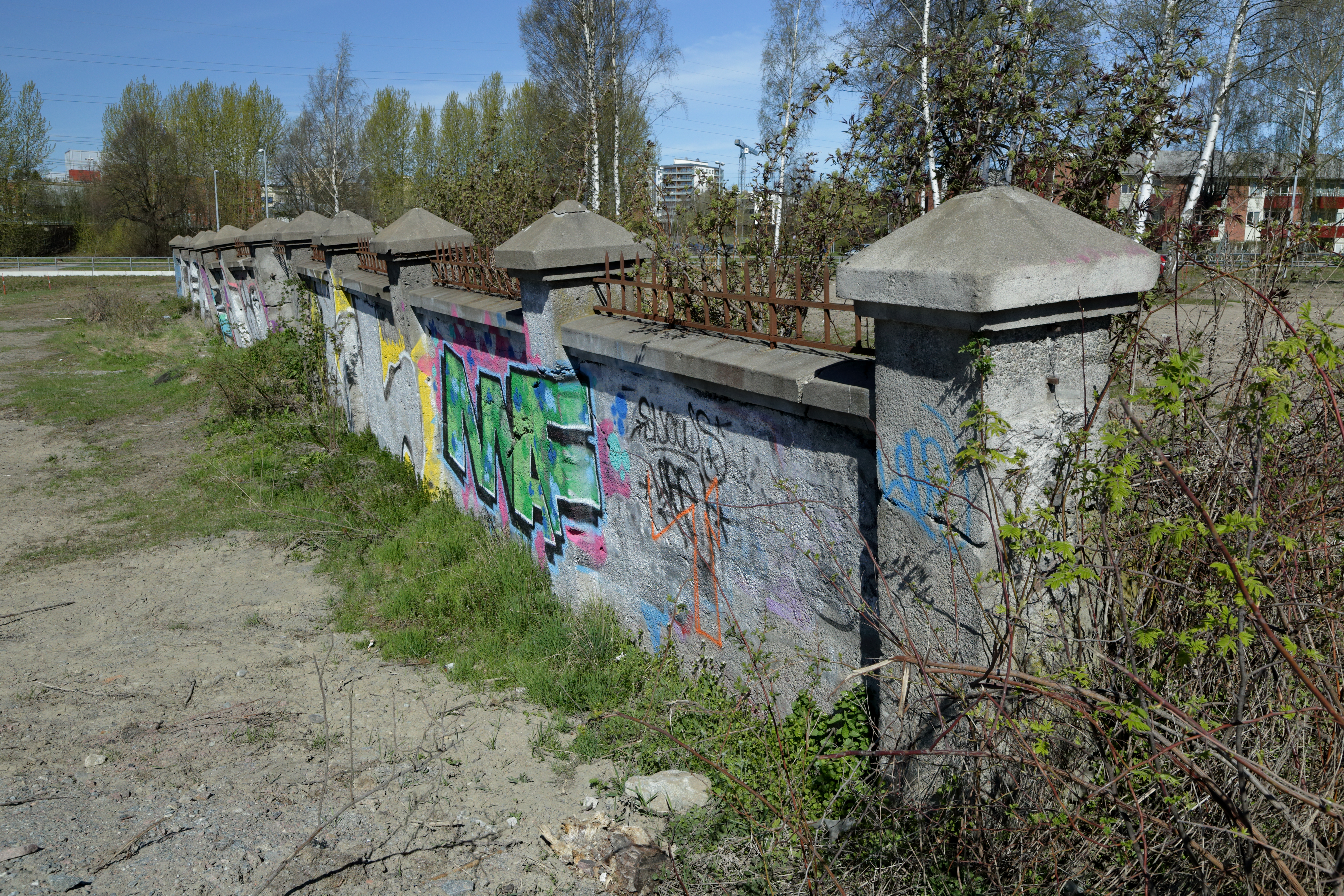
Gammal mur intill E18